# Ellipteroides (Protogonomyia) lateromacula
Ellipteroides (Protogonomyia) lateromacula is een tweevleugelige uit de familie steltmuggen (Limoniidae). De soort komt voor in het Oriëntaals gebied.